# トリプルボトムライン

トリプルボトムラインの図解

トリプルボトムライン（英語: triple bottom line、TBL、3BL）とは、社会的側面・環境的側面(環境保護的)・経済的側面の3つの軸で評価する、会計フレームワークである。一部の組織は、より大きなビジネス価値を生み出すために、TBLフレームワークを採用してより広い視点でパフォーマンスを評価している。ビジネスライターのジョン・エルキントンが1994年に作り出した造語だとされる。

## 背景
従来の企業会計と一般的な用法では、「ボトムライン」とは「利益」か「損失」のどちらかを指し、通常は損益計算書の最下部に記録されるものである。過去50年間以上にわたり、環境保護主義者や社会正義の擁護者たちは、フルコスト・アカウンティングを導入することにより、ボトムラインのより広い定義を公共の意識に持ち込むために奮闘してきた。例えば、金銭的に利益を上げている企業が保有する、石綿症で何千人もの死者を出すアスベスト鉱山と河川を汚染する銅山があったとして、政府がこれらのために医療や河川の浄化に税金を使ってしまうとしたら、どのようにして社会的費用便益を完全に分析するのだろうか？トリプルボトムライン（TBL）では、さらに社会的、環境的（生態学的）事項という2つの「ボトムライン」が追加される。2007年初頭の都市およびコミュニティ会計のための国連およびイクレイのTBL標準の批准により、これは公共部門のフルコストアカウンティングへの主要なアプローチとなった。同様の国連基準は、エコロジカル・フットプリントを報告するためのエコバジェット標準のように、自然資本と人的資本の測定に適用され、TBLが必要とする測定を支援する。1990〜2008年の主要紙の世界的な横断調査によると、TBLの使用は、南アフリカのメディアでかなり普及している。
TBLを試みる組織の例としては、「失業者」というレッテルを貼られた障害者にリサイクルによって生計を立てる機会を提供することで収入を得ている、非営利団体として運営されている社会的企業が挙げられる。組織は利益を上げ、それを地域社会に還元する。この場合の社会的利益は、障害を持つ市民の有意義な雇用と、社会の福祉または障碍者支援費の削減である。そして環境保全上の利点は、リサイクルが達成されることで得られるものである。民間において、企業の社会的責任（CSR）へのコミットメントは、事業の環境負荷と人々に対する実質的なについての公的報告義務のニュアンスを持つ。TBLは、この重要な影響を報告するための1つのフレームワークである。これは、環境問題への対処のみを求められる、限定的な変更とは異なるものである。TBLに、第4の柱、すなわち未来志向のアプローチ（次世代、世代間格差の是正など）を盛り込んで発展させたものを、クォドルプルボトムライン（QBL）と呼ぶ。これは、持続的な発展と持続可能性を、以前の社会・環境・経済的考慮から離れて長期的な展望で設定するものである。
TBLを実際に導入する挑戦は、社会的、生態学的な分野の測定に関連している。それにもかかわらず、TBLフレームワークにより、組織がより長期的な視点を取り、意思決定の将来の結果を評価することが可能となっている 。

## 定義
持続可能な開発は1987年に国連のブルントランド委員会によって定義された。TBL会計は、従来の報告フレームワークを拡張して、財務実績に加えて社会的、環境的実績を考慮に入れる。
1981年、社会的企業を最初に提唱したイギリスのFreer Spreckleyは、『Social Audit-A Management Tool for Co-operativeWorking』の中で最初にTBLを明示した。この研究で、彼は、企業は財務実績・社会的な富の創造・環境責任について、測定・報告する必要があると主張した。「トリプルボトムライン」というフレーズは、ジョン・エルキントンが書いた1997年の著書 『 Cannibals with Forks： The Triple Bottom Line of 21st Century Business 』 でより完全に表現されている。なお、この著書では序文の冒頭にポーランドの詩人スタニスワフ・イェジ・レックの問いかけ「喰人者がフォークを使えば、それは進歩か」が引用されている。エルキントンは、競合する企業体が利益の最大化のみならず人や地球問題に取り組むことで相対的な地位を維持しようとする場合には、特に「持続可能な資本主義」はそれは可能であると示唆している。
これらの原則を提唱・公表するトリプルボトムライン投資グループが、1998年にロバート・J・ルービンシュタインによって設立された。
企業は、その取り組みを報告するために、以下のような方法でCSRへのコミットメントを示すことができる：
- トップレベルの関与（ CEO 、取締役会）
- 政策投資
- 計画
- 自主基準への参加
- 原則（国連グローバル・コンパクト）
- 報告（グローバル・レポーティング・イニシアティブ（英語版）、GRI）

TBLの概念は、企業の責任が株主ではなくステークホルダーに対して負うことを求める。この場合、ステークホルダーとは、会社の行動によって直接的、間接的に影響を受ける者を指す。利害関係者の例として、従業員・顧客・サプライヤー・地域住民・政府機関・債権者などが挙げられる。ステークホルダー理論によれば、事業体は、株主（所有者）の利益を最大化するのではなく、ステークホルダーの利益を調整するための手段として用いられるべきものである。ますます多くの金融機関が、トリプルボトムラインアプローチを業務に取り入れるようになっている。例として、国際サスティナブル金融機関ネットワークであるGABV は銀行事業の中核をなしている。
デトロイトを拠点にベーカリーを営むAvalon International Breadsは、トリプルボトムラインを「地球」・「地域社会」・「従業員」で構成されていると解釈している。

### 3つのボトムライン
トリプルボトムラインは、社会的公平性、経済的要素、環境的要素で構成される。トリプルボトムラインと持続可能性の目標を表す「人・地球・利潤（英語: "people, planet, and profit"、3P）」というフレーズは、1994年にイギリスのコンサルタントSustainAbilityにおいてエルキントンによって造られたもので 、後に英蘭の石油会社シェル最初の1997年サスティナビリティ報告書で用いられた。その結果、オランダは3Pのコンセプトが根付いた国の一つとなった。

#### 人々、社会的公正の収益
人々、社会的平等、ヒューマン・キャピタルのボトムラインとは、企業が事業を行う地域社会や労働者に対して公正で有益な事業を行うことを意味する。TBL企業は、企業・労働者・その他ステークホルダーの利益が相互依存する社会構造を構想するものである。
トリプルボトムラインに打ち込む企業は、多くの関係者に利益を提供もたらすことに注力し、搾取したり危険にさらしたりしないことを目指す。完成品の販売から得られる利潤の一部を、原材料の生産者、例えばフェアトレード農業を実践している農家に還元する「アップストリーミング」は、主要なものである。具体的には、TBL事業は児童労働を利用せず、すべての契約企業の児童労働の搾取を監視し、労働者に公正な給与を支払い、安全な労働環境と許容できる労働時間を維持し、地域社会や労働者を搾取しない。TBL事業は通常、医療や教育などで地域社会の活性化と成長に貢献することで「恩返し」を目指す。このボトムラインを定量化することは、比較的新しく、問題をはらみ、しばしば主観的なものになる。GRIは、企業とNGOが同様に事業の社会的影響について比較報告できるようにするためのガイドラインを作成した。

#### 地球、環境ボトムライン
地球、環境ボトムライン或いは自然資本ボトムラインは、持続可能な環境慣行を指す。 TBL企業は、自然の秩序に可能な限り利益をもたらすか、少なくとも害を及ぼさず、環境への影響を最小限に抑えるよう努める。 TBLの取り組みは、とりわけ、エネルギーと再生不可能な資源の消費を注意深く管理し、製造廃棄物を削減し、安全で合法的な方法で処分するだけでなく廃棄物の毒性を低減することにより、エコロジカル・フットプリントを削減する。 「ゆりかごから墓場まで」は、TBL製造業の最重要事項であり、通常、製品のライフサイクルアセスメントを実施して、原材料の算出と採集から製造・流通・最終処分に至るまで、真の環境コストを決定づけるものである。
現在、非分解性や毒性がある製品の処分費用は、政府が財政的に負担し、処分場の近くや他の場所の住民が環境的に負担している。TBLの考え方では、廃棄物問題を引き起こす製品を製造・販売する企業は、社会からフリーライドを与えられるべきでない。問題のある製品を製造および販売する企業が最終処分の費用の一部を負担したほうが、より公平である。
TBL企業は、乱獲やその他の危険な資源の枯渇など、生態学的に破壊的な慣行を回避する。多くの場合、環境の持続可能性は、事業にとってより長期的に収益性の高い道である。環境的に健全であることの方がコストがかかるという議論は、事業の経過を一定期間にわたって分析すると、しばしば偽りのものとなる。一般に、持続可能性の報告指標は、社会問題よりも環境問題の方が定量化および標準化されている。GRI、CERES、Institute 4 Sustainabilityなど、多くの著名なレポーティング機関や登録機関が存在する。
環境ボトムラインは、エコ資本主義の概念に似ている。 

#### 利潤、経済的ボトムライン
利潤または経済的収益とは、資本コストほかすべての投資コストを差し引いた後に残る、組織によってもたらされた経済的価値をいう。したがって、これは従来の会計上の利益の定義とは異なる。元の概念では、持続可能性の枠組みの中で、「利益」の側面は、ホスト社会が享受する真の経済的利益と見なされる必要がある。それは組織が経済環境に与える真の経済的影響である。これは、企業や組織の内部利益に限定されると混同されることがしばしばある（しかしながら、計算のための本質的な出発点であることに変わりない）。したがって、元のTBLアプローチは、他の企業体の「利益」が社会的利益として含まれていない限り、単に従来の企業会計利益に社会的および環境的影響を加えたものとして解釈することはできない。

## その後の発展
TBLの概念が最初に発表された後、学生と実業家は、評価方法についてのより詳細な情報を求めてきた。
例えば、人の概念は、組織のニーズ・個人のニーズ・地域社会の問題の3つの次元で見ることができる。
利潤も同様に、顧客サービスに重点置く必要のある健全な販売の流れと、失われる顧客に代わる新規顧客を開発するための戦略の両方の要素を併せ持つ。
そして、リデュース・リユース・リサイクル（3R）は地球環境問題に対する方針を簡潔に言い表したものであるが、更に多くの区分に細分化されうる。上記の事例が示すとおり、現在では、単にTBLの既成概念にとどまらなくなっている。

## 論拠
次の事業ベースの論拠は、TBLの概念を支持するものである：
- 未開拓の市場の可能性に到達する：TBL企業は、金銭だけが原動力であったときに見逃されていた、経済的な収益性の高い隙間市場を発見することが出来る。例えば;

1. ドミニカ共和国などのすでに豊かな観光市場にエコツーリズムやジオツーリズムを加える。
2. 資金調達、クライアントへの働きかけ、複数のNGOとのネットワーキング形成機会の創出など、既存のNGOの使命を支援するための有益な方法の開拓。
3. 十分なサービスを受けていない人々や環境に利益をもたらす製品やサービスを提供することで、財政的にも利益を得ることができる。

- 新規事業分野への適応：社会的企業の数が増加している一方で[14] 、Bコーポレーション（英語版）運動の登場により[15]、社会的・環境的影響の会計処理に対する消費者や投資家による需要が高まっている[16]。たとえば、フェアトレードやエシカルトレードにより、すべてのサプライヤーおよびサービス提供者に倫理的かつ持続可能な実践が求められる。

政府の財政政策は通常、あまり正式ではない基準で社会的および自然の損失を特定することに配慮していると主張している。しかし、そのような選択は、経済学よりもイデオロギーに基づいている可能性がある。これらの損失の測定に1つのアプローチを組み込むことの主な利点は、まず損失を削減するための金融政策の方向付けをして、最終的には体系的かつグローバルに一定の方法で損失を削減できるグローバルな通貨改革を達成することである。
要旨としては、地球の環境収容力が危険にさらされており、気候や生態系の壊滅的な崩壊を回避するために、1944年に構築されたブレトン・ウッズ体制と同様の規模の世界的な金融機関の包括的な改革が必要であるというものである。
1990年代以降、外面的に一貫性のあるグリーン経済の出現と、フルコスト会計、自然資本、ソーシャル・キャピタルなどの潜在的に議論を引き起こす用語の定義に関する合意により、環境・社会的損失やリスクの正式な指標の見通しは、実現性が高まっている。
特に英国では、ロンドン健康状況把握機構が、「ソーシャル・キャピタル」とは何か、それが実際のコミュニティ（ロンドン市）でどのように機能するかを完全に理解することにより、社会的損失に対処するための公式なプログラムを実施した。そして、その損失がどのように財政的資本とボランティアや専門家からの重要な政治的、社会的な注意を必要とする傾向があるかを十分に理解することによって、社会的損失に対処する公式な計画を請け負ってきた。彼らが頼りにしているデータは広範であり、第二次世界大戦以来のグレーター・ロンドン・カウンシルの数十年に及ぶ統計に基づいている。同様の研究は北米でも行われている。
地球の価値の研究において、何が生態系や自然の生命の損失を構成する可能性があるか定義しようとする試みが行われた。京都議定書は、この種のいくつかの尺度に依存しており、実際には、とりわけ、先進国と途上国の間の人間の命の値段の比率（約15対1）を明示した命の価値の計算に依存している。この数の真意は、単に汚染除去の責任割当を行うことにあったが、このような率直さは、経済的だけでなく政治的にも何らかの交渉への扉を開くことになる—おそらく、より公平であると見なされるものに合わせた比率を減らすために。このように、先進国の人々は、発展途上国の人々に比べて、純粋に金銭的な面で、生態系破壊から15倍の恩恵を受けているといえる。IPCCによると、気候変動による生命の損失を回避するためには、1人の生命につき15倍支払う義務がある—京都議定書はまさにこの公式を実施しようとしており、それゆえに、世界的に共有されている生態系に与えられた損害に対する正式な責任を各国が受け入れるようにするための第一歩であるとして、引用されることもある。
緑の党においては、トリプルボトムライン改革のアドボカシーが普及している。通貨統合通貨統合に向けて欧州連合（EU）で実施された措置のいくつかは、環境的、社会的損失の報告を標準化しており、統一勘定またはユニット・オブ・アカウントの概念を支持しているように見受けられる。
TBLに焦点を当てることで長期的には株主の利益が実際に増加すると主張し、収益性についての財務上の懸念に対して訴えかけようとする者もいる。ホールフーズのCEOジョン・マッキーは、自社の「コミュニティ・ギビング・デイ」をその一例に挙げている。ホールフーズは売上の5％を慈善団体に寄付する日を設け、これによって地域社会に利益をもたらし、顧客との友好関係を築き、従業員を活性化させることで、長期的には持続可能な収益性の向上の可能性を創出している。

## 批判
望ましい社会情勢や環境保全の重要性には多くの人が賛同する一方で、これらの状況を増進する方法としてのトリプルボトムラインには反対する者も少なからずいる。その理由は次のとおり:
- 還元的方法：環境が、外部性・背景性を持ったものとして扱われるようになるにつれ、人間の特性が定義に組み込まれない傾向がある。したがって、多くの著作では、トリプルボトムラインアプローチに批判的なものにおいてさえ、社会は他の2つの主要なカテゴリー（環境・経済）以外のものの寄せ集めとなっている[18]。環境的、政治的、文化的なものと並んで経済を社会的領域としてそれに関連して扱うサークル・オブ・サスティナビリティ（英語版）[19]などの代替アプローチは、現在、制度・都市・地域を理解するためにより適切であると考えられている[20][21]。
- 社会的慣性（英語版）：同時政策に関する世界的な合意を達成することの難しさは、そのような措置を、良くて諮問的、結果として執行不能なものにする可能性がある。例えば、人々は、喪失した生態系の回復のために景気後退することを受けいれないかもしれない。
- 適用：フレッド・ロビンズの『TBLの挑戦：誰に対する責任？』によると、TBLフレームワークの主な弱点の1つは、実用的な世界で適用される機能である。
- 生態学と環境の同一化：TBLは、実際には経済的な、社会的な生存能力が環境の健全性に依存しているという環境の影響と、生態系の持続可能性を無視していると見られている。グリーンウォッシングは新しいものではないものの、環境に優しい商品やサービスに対する消費者の需要を満たすための手段として、近年利用が増加している。この問題は、米国連邦取引委員会、カナダ産業省競争局、イギリスの広告慣行委員会および広告慣行放送委員会などの規制機関による緩い執行によって悪化しています。慣行の批評家は、グリーンウォッシングの台頭は、効果のない規制と相まって、すべての環境表示に対する消費者の懐疑論を助長し、製造プロセスや事業運営のためのより環境に優しいソリューションに向けて企業を推進させる消費者の力を弱めていることを示唆している。
- 時間の側面：TBLは、持続可能な開発の社会的、経済的、環境的（人・地球・利潤）の側面を組み込んでいるものの、4番目の側面、即ち時間については明確に取り組んでいない。時間の側面は、他の3つの側面すべてにおける現在価値を後世で使用できるように保持することに重点を置くものである。これは、短期・長期のあらゆる行動、長期的な結果の評価を意味する[22]。
- 「トリプルボトムラインの問題の1つは、3つの特別勘定を簡単に合計できないことである。地球環境と人の勘定を利益と同じ条件で、つまり現金で測定することは困難である[3]。」これの観点から、TBLの論拠はトリプルボトムラインの（英語版）費用便益分析（TBL-CBA）を用いて強化された。
- エルキントン自身が、TBLの再考と、この概念の使用に関する「製品回収」を求めている。彼は、当初のアイデアは企業が事業のより広い経済的、社会的、環境的影響を管理することを奨励する為のものであったが、現在会計ツールとしての実用はその価値を損なったと主張している[2]。

端的に言えば、TBLへの批判は次のように要約することができる：
- 規制当局の注意をそらそうとし、規制変更への圧力を弱める。
- 非政府組織などの批評家に対し、自らは善意であり、やり方を変えたように見せかけようとしている。
- グリーンウォッシングに関与していないライバルを犠牲にして市場シェアを拡大しようとしている。これは、業績を向上させるのに追加の費用が殆ど或いは全く必要ない場合、特に魅力的なものである。また、ライバルが認識されている「グリーン」の特性を狭めるために、企業はグリーンウォッシングに手を染めることもできる。
- スタッフの離職率を減らし、そもそもスタッフを集めやすくする。
- 潜在的な投資家、特に倫理的投資や社会的責任投資に関心のある投資家にとって、会社を魅力的に見せること。
- 費用便益分析などのツールを追加して社会・環境の外部効果を金銭的に表現しない限り、3つのアカウントを合計することはできない。

## 立法
人・環境・利潤に焦点を当てることで、多くの場合、社会的企業や社会的投資を通じて、または新しい法的形態であるコミュニティ利益会社の導入を通じて、世界中の法律が変更された。米国において、Bコーポレーション（Bコープ）運動は、社会的、環境的影響への焦点を許可および奨励するための法改正の呼びかけの一部であり、Bコープは、「株主だけでなく利害関係者」に焦点を当てた企業の法的形態ある。
西オーストラリア州では、トリプルボトムラインが州の持続可能性戦略の一部として採用され 、同州政府によって承認されたが、その後の州首相であるアランカーペンターとコリンバーネットによって軽視されるようになっている。